# Романовский, Иван Павлович
Ива́н Па́влович Романо́вский (16 (28) апреля 1877 год, Луганск — 5 апреля 1920, Константинополь) — русский военачальник, участник Русско-японской, Первой мировой и Гражданской войны. Генерал-лейтенант (1919), видный деятель Белого движения на Юге России.
Один из организаторов Добровольческой армии, первопоходник. Заместитель Верховного Главнокомандующего Вооруженными силами Юга России и начальник его штаба, член Особого совещания. 5 апреля 1920 года был убит в Константинополе бывшим сотрудником контрразведки деникинской армии.

## Биография

### Первые годы
Родился в семье артиллерийского офицера в Луганске, где его отец работал на патронном заводе. Окончил 2-й Московский кадетский корпус (1897), Константиновское артиллерийское училище и Николаевскую академию Генерального штаба (1903).

### Офицер Генерального штаба
Служил в лейб-гвардии 2-й артиллерийской бригаде. После окончания Академии Генерального штаба участвовал в русско-японской войне. С сентября 1904 года — обер-офицер для особых поручений при штабе 18-го армейского корпуса. В 1906—1909 гг. — обер-офицер для поручений при штабе Туркестанского военного округа, в январе — октябре 1909 года — старший адъютант штаба того же округа. Ездил в Бухару и на Памир, к границам Афганистана, для снятия планов местности. Результатом этой работы стала подробная карта Памира.

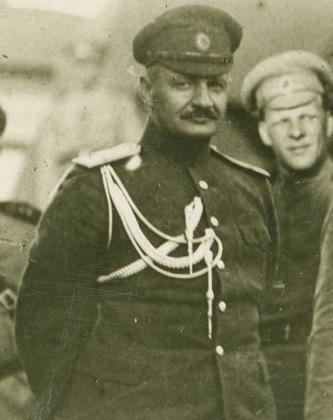
Иван Павлович Романовский, 1917 год.

С октября 1909 служил в Главном управлении Генерального штаба помощником делопроизводителя мобилизационного отдела. С 1910 года — помощник начальника отделения в отделе дежурного генерала Главного штаба. С 1912 года — полковник и начальник того же отделения, ведавшего назначениями в армии.

### Участник Первой мировой войны
С началом Первой мировой войны, 9 сентября 1914 года был назначен начальником штаба 25-й пехотной дивизии. Был пожалован Георгиевским оружием
За то, что принимая в бою 4—7-го августа самое энергичное участие, подвергая свою жизнь явной опасности, исполнял боевые поручения по сбору сведений о положении дел, чем способствовал верной оценке и удачным действиям дивизии.

6 августа 1915 года назначен командиром 206-го пехотного Сальянского полка 52-й пехотной дивизии. В одном из официальных документов — представлении к чину генерала — его деятельность как командира полка описывалась следующим образом: 

24 июня — Сальянский полк блестяще штурмовал сильнейшую неприятельскую позицию… Полковник Романовский вместе со своим штабом ринулся с передовыми цепями полка, когда они были под самым жестоким огнём противника. Некоторые из сопровождавших его были ранены, один убит и сам командир… был засыпан землёй от разорвавшегося снаряда… Столь же блестящую работу дали Сальянцы 22 июля. И этой атакой руководил командир полка в расстоянии лишь 250 шагов от атакуемого участка под заградительным огнём немцев… Выдающиеся организаторские способности полковника Романовского, его умение дать воспитание войсковой части, его личная отвага, соединённая с мудрой расчетливостью, когда это касается его части, обаяние его личности не только на чинов полка, но и на всех, с кем ему приходилось соприкасаться, его широкое образование и верный глазомер — дают ему право на занятие высшей должности.

С октября 1916 года — генерал-квартирмейстер штаба 10-й армии. В этом же году произведён в генерал-майоры. В марте — июле 1917 года — начальник штаба 8-й армии при командующем армией генерале Лавре Корнилове. Вскоре после назначения генерала Корнилова Верховным Главнокомандующим (18 июля 1917 года) генерал Романовский был им назначен генерал-квартирмейстером своего штаба. Активный участник выступления генерала Корнилова в августе 1917 года. Вместе с Корниловым, А. И. Деникиным и некоторыми другими генералами в начале сентября 1917 был арестован Временным правительством и заключён в Быховскую тюрьму.

### Один из руководителей Добровольческой армии и ВСЮР

Заместитель Верховного Главнокомандующего Вооруженными силами Юга России генерал-лейтенант И. П. Романовский на заседании Особого Совещания, Таганрог, 1919 год

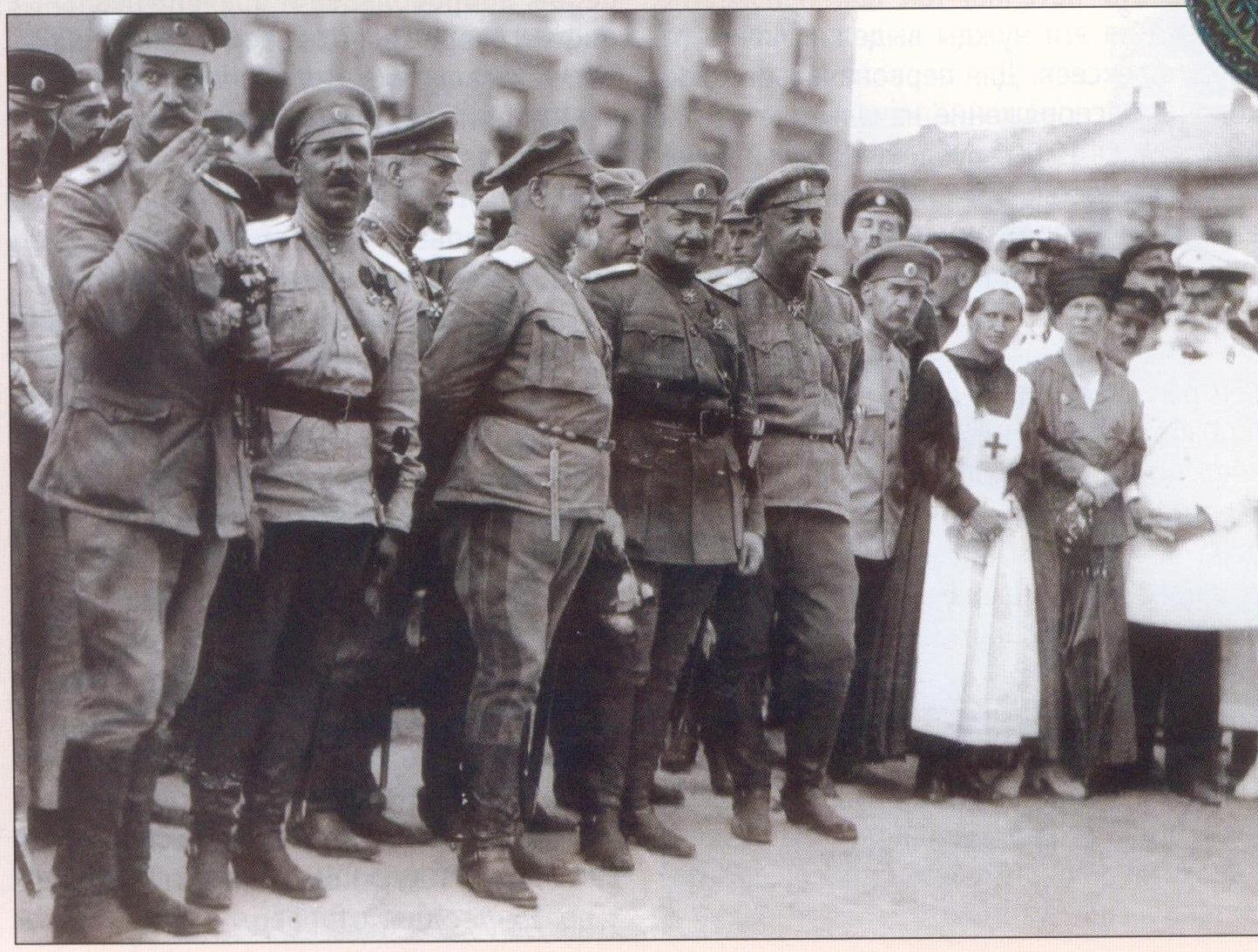
Парад в Харькове, 5 июля (22 июня ст. ст) 1919 года. В центре Романовский и Деникин

Чествование текинцами бывших быховских узников, 20 ноября 1919 года. Сидят «бывшие узники»: второй слева — генерал Романовский.

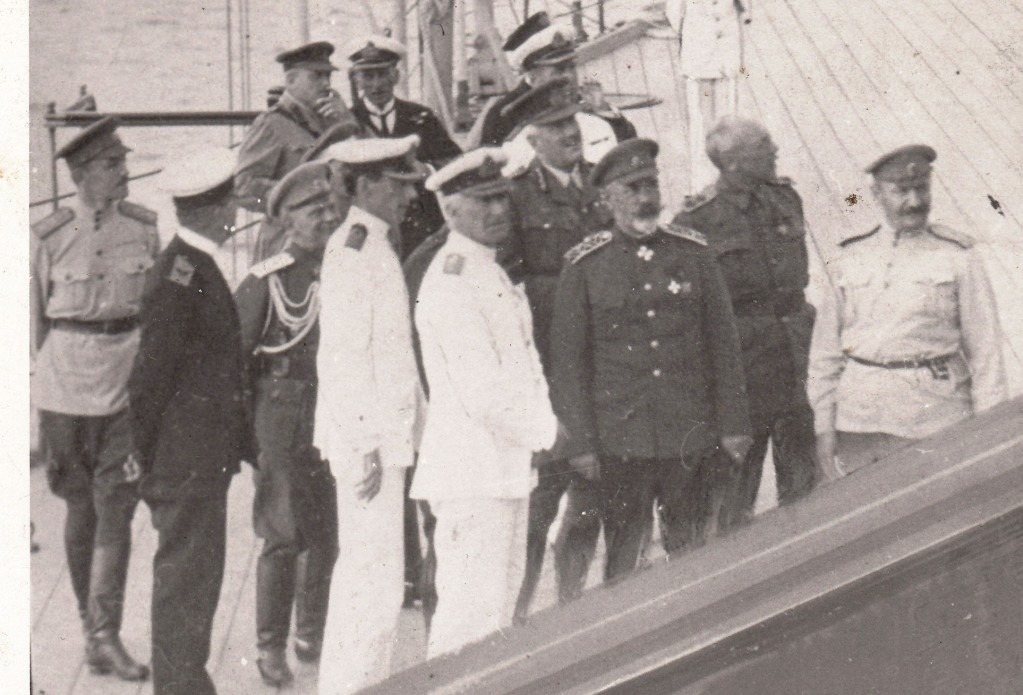
Романовский (крайний справа) сопровождает Деникина при его встрече с группой офицеров-союзников

После побега из Быховской тюрьмы перебрался на Дон в ноябре 1917 года и принял непосредственное участие в создании формирований Добровольческой армии, с декабря 1917 был начальником строевого отдела штаба армии. В связи с назначением генерала А. С. Лукомского представителем при Донском атамане 2 февраля 1918 года был назначен на его место начальником штаба Добровольческой армии. Участник 1-го Кубанского «Ледяного» похода. После гибели генерала Корнилова (31 марта 1918 при штурме Екатеринодара) оставлен начальником штаба при принявшем командование армией генерале Деникине.
Состоял начальником штаба Добровольческой армии, затем начальником штаба ВСЮР. С 1919 года — генерал-лейтенант. Имел большое влияние на генерала Деникина, который в своём завещании сделал его своим преемником в случае гибели. Был непопулярен в армии, где его считали виновником поражений. Монархические круги обвиняли Романовского в сочувствии к либералам и даже в «масонстве». Ходили слухи о его виновности в смерти М. Г. Дроздовского, который в последние месяцы своей жизни находился в остром конфликте с Романовским.

Деникин так писал о причинах непопулярности генерала Романовского: 

Этот «Барклай де Толли» добровольческого эпоса принял на свою голову всю ту злобу и раздражение, которые накапливались в атмосфере жестокой борьбы. К несчастью, характер Ивана Павловича способствовал усилению неприязненных к нему отношений. Он высказывал прямолинейно и резко свои взгляды, не облекая их в принятые формы дипломатического лукавства. Вереницы бывших и ненужных людей являлись ко мне со всевозможными проектами и предложениями своих услуг: я не принимал их; мой отказ приходилось передавать Романовскому, который делал это сухо, не раз с мотивировкой, хотя и справедливой, но обидной для просителей. Они уносили свою обиду и увеличивали число его врагов.

Мнение о Романовском в Добровольческой армии: 
Радостный и бодрый ехал в Мечетинскую Михаил Гордеевич, а вернулся оттуда в подавленном настроении, узнав, что Начальником Штаба Деникина состоит ген. Романовский. На вопросы окружающих, Дроздовский отвечал: «Там Романовский, — не будет счастья».

В особенности [в белой армии 1919 года] почему-то ненавидели генерала Романовского. Я совсем не знал покойного, никогда с ним не встречался, но не был удивлён его убийству в Константинополе. По мнению армии, он был тем злым гением, влияние которого объясняло все неудачи добровольческого движения.

16 марта 1920 года после приезда в Феодосию сложил с себя полномочия начальника штаба. В приказе Деникина об освобождении Романовского от должности говорилось: 

Беспристрастная история оценит беззаветный труд этого храбрейшего воина, рыцаря долга и чести и беспредельно любящего Родину солдата и гражданина. История заклеймит презрением тех, кто по своекорыстным побуждениям ткал паутину гнусной клеветы вокруг честного и чистого имени его.

### Гибель
22 марта (4 апреля) 1920, после назначения генерала Петра Врангеля Главнокомандующим, Романовский вместе с генералом Деникиным выехал из Феодосии в Константинополь на английском линейном корабле «Emperor of India». Был убит 23 марта (5 апреля) 1920 в здании русского посольства в Константинополе поручиком Мстиславом Харузиным, бывшим сотрудником контрразведки деникинской армии.
Харузин в разговоре с двумя другими офицерами настаивал на убийстве Романовского, заявив, что «…Деникин ответственен, но на его совести нет темных пятен; генерал же Романовский запятнал себя связью, хотя и не доказанной, но по его личному мнению и на основании имеющихся у него документов существовавшей, хотя бы даже и косвенно, между генералом Романовским и константинопольскими банкирскими конторами, снабжавшими деньгами и документами большевистских агентов, ехавших на работу в Добровольческую армию».
В статье бывшего русского военного представителя в Константинополе генерала Владимира Агапеева убийство генерала Романовского описано следующим образом:

Около 5 часов дня 23 марта, через несколько минут после своего приезда в посольство, генерал Романовский вышел во двор перед зданием посольства, желая, по-видимому, отдать распоряжение по поводу оставленной им на катере папки с важными бумагами и имея в виду сделать это через шофёра. В тот момент, когда генерал Романовский, возвращаясь в квартиру посла, вышел из вестибюля в бильярдную комнату, неизвестный, одетый в офицерское пальто образца мирного времени, с золотыми погонами, быстро подошёл сзади к генералу Романовскому, повернувшемуся к убийце, по-видимому, на звук шагов последнего, и произвел из револьвера системы «кольт» три выстрела почти в упор. Генерал Романовский упал и через две минуты, не приходя в сознание, скончался.

Генерал Агапеев датирует убийство по принятому в белой армии юлианскому календарю. По другим данным, преступник выстрелил в генерала Романовского дважды из пистолета системы «парабеллум». Убийца сумел бежать и некоторое время скрывался в Константинополе. По данным писателя Романа Гуля, через месяц Харузин отправился в Анкару для установления контактов с турецким национальным движением, но во время этой поездки сам был убит.

## Семья
С 1903 года был женат на выпускнице Екатерининского института благородных девиц Елене Михайловне Бакеевой (1885—1967), дочери курского помещика Михаила Алексеевича Бакеева. Их дети:
- Михаил (1904—1919/1920).
- Ирина (1906—1992), замужем за подпоручиком Евгением Михайловичем Малиным.
- Ольга (1910—1989), замужем за капитаном Ю. А. Рейнгардтом.

## Киновоплощение
- 1977 — «Хождение по мукам». В роли Ивана Романовского — Валерий Ерёмичев.